# Veaceslav Ambartsumean
Veaceslav Miranovici Ambartsumean (în rusă Вячесла́в Мира́нович Амбарцумя́н; n. 22 iunie 1940, Moscova, RSFS Rusă, URSS – d. 4 ianuarie 2008, Moscova, Rusia) a fost un fotbalist sovietic, originar din Moscova, a jucat ca mijlocaș și atacant. A murit în 2008, la vârsta de 67 de ani, după ce a fost lovit de un șofer la Moscova.

## Activitate competițională
- Câștigător Ligii Superioare a URSS: 1969.
- Câștigător al Cupei URSS: 1963, 1965, 1971.

## Carieră internațională
Ambartsumean și-a făcut debutul pentru URSS pe 10 septembrie 1961 într-un amical împotriva Austriei. De asemenea, a jucat într-o competiție de calificare la Cupa Mondială FIFA din 1962 împotriva Turciei.